# Peter Petrel
Peter Petrel, de son vrai nom Peter Sauer, né le 14 avril 1940 à Bad Frankenhausen, est un chanteur allemand.

## Biographie
Peter Petrel se fait d'abord connaître comme chanteur de jazz et de skiffle. En 1958, il fait son premier enregistrement. En 1960, il se produit avec le Johnny’s New Orleans Jatzband dans des jazz-clubs et des festivals. En novembre 1968, il sort sous son nom de naissance son premier single Viel zu spät  chez Polydor. En 1970, il participe au festival de la chanson de Tokyo; où il termine huitième sur 46 participants.
En 1972, il forme avec Jeannie McKinley le duo Die Windows. How Do You Do?, une reprise du duo néerlandais Mouth & MacNeal, est numéro un des ventes de singles en Allemagne. Ils se séparent en 1975.
Peter Petrel poursuit une carrière solo avec le label Hansa Records dans le schlager. En 1974, il forme avec des musiciens de Hambourg comme Gottfried Böttger (de) le groupe Rentnerband (de) qui publie notamment Hamburger Deern, une reprise en allemand de Liverpool Lou de The Scaffold, qui obtient le prix Goldene Europa (de). En 2004, Peter Petrel reprendra Hamburger Deern avec le groupe Räuber.
Depuis la fin des années 1980, il interprète avec son groupe The Swinging Petrels des chansons dans le genre du jazz traditionnel, du swing et de la soul. Par ailleurs, il joue avec des groupes comme Old Merry Tale Jazzband (de) ou le Gypsy Swingtett de Lulu Reinhardt (de). Le jazz l'amène à faire des concerts en Amérique du Nord, en Europe et en Asie.
En 1990, il se présente pour le Grand Prix der Volksmusik avec la chanson Fährmann, hol über composée par Bianca.

## Discographie

### Albums
| - 1977 : Peter Petrel and the Dreamland Orchestra (Dreamland Orchestra feat. Peter Petrel) - 1977 : Ich bin kein Mann für eine Nacht - 1979 : Himmel, ist das ein Gefühl - 1979 : Jazz & Ähnliches (avec Berry Sarluis) - 1980 : Ich bin viel zu bescheiden - 1981 : Happy Music Every Day (avec Sir Gusche Band) - 1981 : Die große Dixie-Sause (avec Sir Gusche Band) - 1981 : Die große Hörzu Dixieland-Party (avec Sir Gusche Band) - 1983 : Peter Petrel - 1993 : Ein Herz und eine Stimme - 1994 : Dixieland Express - 1994 : Die großen Erfolge - 1995 : Mit Peter Petrel im Stimmungskarussel - 1997 : Dreamland Orchestra Meets Peter Petrel - 1997 : Ich fahr’ so gerne Rad | - 1997 : Helden von Gestern - 1998 : Rauchzart - 1999 : I’m in the Mood… Crossover Jazz (avec The Swinging Petrels) - 2000 : Schlagerparty mit Peter Petrel - 2002 : Deep in Your Soul (avec The Swinging Petrels) - 2002 : Ich will nochmal - 2003 : Norddeutsche Nacht - 2003 : Helden von Gestern - 2004 : Das bin ich - 2004 : Ich will nochmal - 2005 : Hamburger Deern - 2005 : Best of Peter Petrel - 2007 : Kurort St. Pauli - 2007 : Es geht wieder aufwärts - Große Erfolge - 2010 : Jazz We Can (Peter Petrel & Good Old Friends) |

### Singles
| - 1969 : Viel zu spät (sous le nom de Peter Sauer) - 1970 : In mein Herz fällt der Regen (sous le nom de Peter Sauer) - 1970 : Kinder des Lichts - 1971 : Es liegt nur an dir - 1974 : Come On, Wake Up - 1974 : Ich wär gern dein treuer Diener - 1974 : Let Me Be Your Entertainer - 1975 : Ich bin kein Mann für eine Nacht - 1976 : Das ist doch gar nicht unser Bier - 1976 : Alle sind so fleißig - ich nicht - 1977 : Was will der fremde Mann in meinem Bett? - 1977 : Ich mag dich nicht - 1978 : Davon verstehst du was - 1978 : Wer hat hier denn wohl wen verführt - 1978 : Ich fahr’ so gerne Rad - 1979 : Davon verstehst du was (Bam Bam) - 1979 : Heut’ nacht hab’ ich Whisky - 1979 : Kalle mit der Kelle - 1980 : Ich bin viel zu bescheiden - 1981 : Wenn Hugo nicht gesungen hätte - 1981 : Ich bin wieder mal auf ’nem ganz falschen Dampfer - 1982 : Liebe ist… - 1983 : Na-Na-Natascha - 1984 : Zuckerwatte - 1984 : Warum ziehst du nicht einfach zu mir | - 1985 : Zuckerwatte - 1985 : Sofabein - 1986 : On the Bahamas - 1988 : Ein Mann wie ein Baum - 1990 : Fährmann, hol’ über - 1990 : In Hamburg ist noch Licht an - 1992 : Heute kaufen wir ein Brauhaus - 1997 : So ein Gefühl - 1997 : Es ist der Wind aus Nord-Nord-West (Nordnordwest) - 1998 : Maria Caloria - 1998 : Wie uns’re Sterne steh’n - 1999 : Geh’ an Bord - 2000 : Wir ziehen in ein neues Jahrtausend (avec Ingrid Peters, Florence Mottier et Michel Suly) - 2001 : 60 Jahre und ein bisschen heiser - Der Hitmix 2000 - 2002 : Ich will nochmal - 2002 : Ja ist denn heut’ schon Weihnachten (avec Tina Wulf) - 2003 : Sommerwein (avec Tina Wulf) - 2003 : Die weihnachtliche Fracht - 2004 : Shine Your Light (avec The Swinging Petrels) - 2004 : Lilly the Pink - 2004 : Eine Stadt spielt Karl May (Der Song) - 2005 : Weihnachten der Tiere - 2006 : Ich fahr’ so gerne Rad - 2006 : True Love (avec Tina Wulf) |

## Source de la traduction
- (de) Cet article est partiellement ou en totalité issu de l’article de Wikipédia en allemand intitulé « Peter Petrel » (voir la liste des auteurs).

- Site officiel
- Ressources relatives à la musique :   - AllMusic
  - Discogs
  - MusicBrainz
  - Muziekweb
  - Rate Your Music
  - Songkick
- Ressource relative à l'audiovisuel :   - IMDb
- Notices d'autorité :   - VIAF
  - ISNI
  - GND